# Neuenbrook
Neuenbrook település Németországban, Schleswig-Holstein tartományban. Lakosainak száma 708 fő (2023. december 31.).

## Népesség
A település népességének változása:
| Lakosok száma | 703  | 660  | 718  | 711  | 669  | 697  | 708  |
|               | 1975 | 2014 | 2017 | 2019 | 2021 | 2022 | 2023 |